# اوک گروو، شهرستان واشینگتن، تنسی
اوک گروو (به انگلیسی: Oak Grove) یک منطقهٔ مسکونی در ایالات متحده آمریکا است که در شهرستان واشینگتن، تنسی واقع شده‌است. اوک گروو ۱۳٫۶ کیلومتر مربع مساحت و ۴٬۴۲۵ نفر جمعیت دارد و ۴۲۸ متر بالاتر از سطح دریا واقع شده‌است.